# Campeonato Catarinense Série C 2020
In 2020 werd het zeventiende  Campeonato Catarinense Série C gespeeld, het derde niveau voor voetbalclubs uit Braziliaanse staat Santa Catarina. De competitie werd georganiseerd door de FCF en werd gespeeld van 12 januari 2020 tot 30 januari 2021. De competitie ging later van start dan gepland door de coronacrisis in Brazilië. Door een uitbreiding van de Série A van 10 naar 12 clubs promoveerden er dit jaar drie clubs uit de Série B en daardoor ook drie clubs uit de Série C. 

## Eerste fase
| Plaats | Club                 | Wed. | W | G | V | Saldo | Ptn. |
| ------ | -------------------- | ---- | - | - | - | ----- | ---- |
| 1.     | Nação                | 7    | 5 | 2 | 0 | 19:9  | 17   |
| 2.     | Atlético Catarinense | 7    | 5 | 0 | 2 | 26:10 | 15   |
| 3.     | Carlos Renaux        | 7    | 4 | 2 | 1 | 22:4  | 14   |
| 4.     | Atlético Itajaí      | 7    | 4 | 1 | 2 | 15:7  | 13   |
| 5.     | Atlético Batistense  | 7    | 2 | 3 | 2 | 16:10 | 9    |
| 6.     | Jaraguá              | 7    | 2 | 0 | 5 | 14:19 | 6    |
| 7.     | Porto                | 7    | 1 | 2 | 4 | 8:18  | 5    |
| 8.     | Orleans              | 7    | 0 | 0 | 7 | 2:45  | 0    |

|  | Geplaatst voor tweede fase + promotie |
|  | Promotie                              |

## Tweede fase
Heen
|                  |                      |       |       |                                                  |
| 27 januari 15:30 | Atlético Catarinense | 2 – 0 | Nação | Enio Amantino da Silva, São José Toeschouwers: 0 |
| 27 januari 15:30 | Roni 13', 21'        |       |       | Enio Amantino da Silva, São José Toeschouwers: 0 |

| Atlético-SC | Nação |

Terug
|                  |                                           |       |                      |                                                             |
| 30 januari 16:00 | Nação                                     | 2 – 1 | Atlético Catarinense | Olímpico Dr. Sadalla Amin Ghanem, Joinville Toeschouwers: 0 |
| 30 januari 16:00 | Gean Carlo 20' Michel Schmöller 82' (own) |       | 45' Lucas Veber      | Olímpico Dr. Sadalla Amin Ghanem, Joinville Toeschouwers: 0 |

| Nação | Atlético-SC |

### Kampioen
| Campeonato Catarinense de 2020 - Série C |
| Santa Catarina                           |
| ---------------------------------------- |
| ATLÉTICO CATARINENSE Kampioen (1° titel) |